# 공
공은 스포츠에서 사용되는 둥근 물체를 의미한다. 영어 단어인 볼(ball, 문화어: 뽈)이라 일컫기도 한다.
일반적으로는 굴러가기 쉬운 구의 형태를 취하지만, 럭비나 미식축구 등 일부 구기 스포츠에서는 달걀(타원) 형태나 끝이 뾰족한 형태로 된 공을 사용하기도 한다. 속은 탁구공처럼 비어있을 수도, 축구공처럼 차 있을 수도 있으며, 목적에 따라 고무, 가죽, 플라스틱 등의 여러 재료로 만들어진다. 이러한 공은 스포츠에 따라 차거나, 치거나, 던지거나, 굴리는 용도로 쓰인다. 공을 사용하는 대부분의 운동 경기에서 공을 차거나, 치거나, 던진 상태에 따라서 경기가 진행된다. 공은 공 주고 받기, 구슬치기, 저글링과 같은 단순한 활동에도 활용된다. 금속과 같이 단단한 재질로 만들어진 공은 볼 베어링으로서, 마찰력이 없는 베어링이 되도록 하는 기계 장치에 사용된다.
인간이 발명한 최초의 스포츠 장비는 공이었다. 고대 이집트에서는 돌 던지기가 아이들이 가장 좋아하는 놀이였지만, 잘못 던진 돌은 아이에게 상처를 입힐 수 있었다. 그래서 이집트인들은 던지기에 덜 위험한 것을 찾고 있었다. 그리고 그들은 아마도 최초의 공이었던 것을 개발했다. 그것들은 처음에 실로 함께 묶은 풀이나 나뭇잎으로 만들어졌고, 나중에는 바느질해 붙이고 속에 깃털이나 짚으로 채워 넣은 동물 가죽 조각으로 만들어졌다. 시민들이 스포츠에 직접 참가하는 일이 드물었던 고대 로마에서도 공놀이는 가장 인기 높은 스포츠였다.

## 여러 가지 공

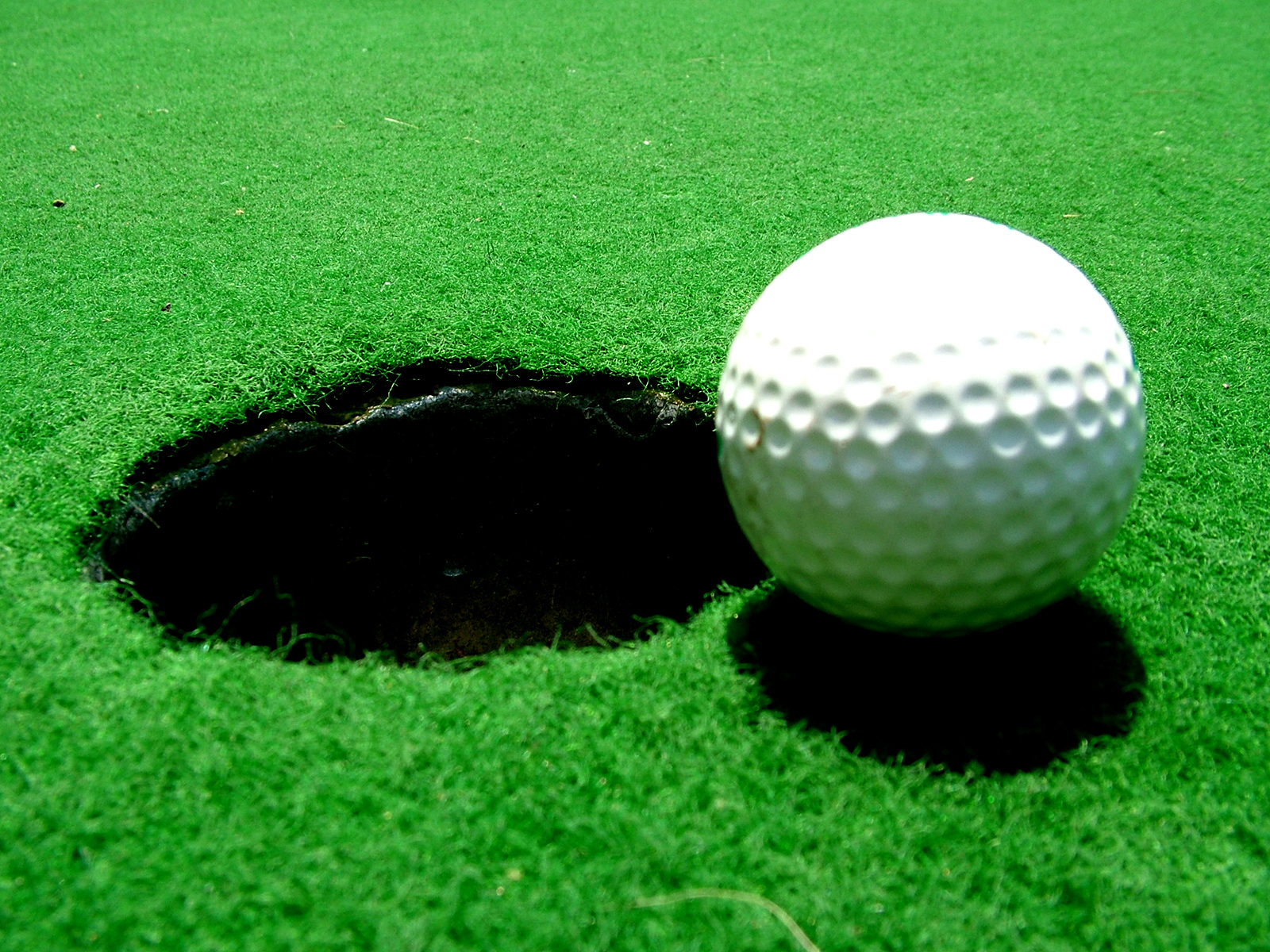
홀 옆의 골프공
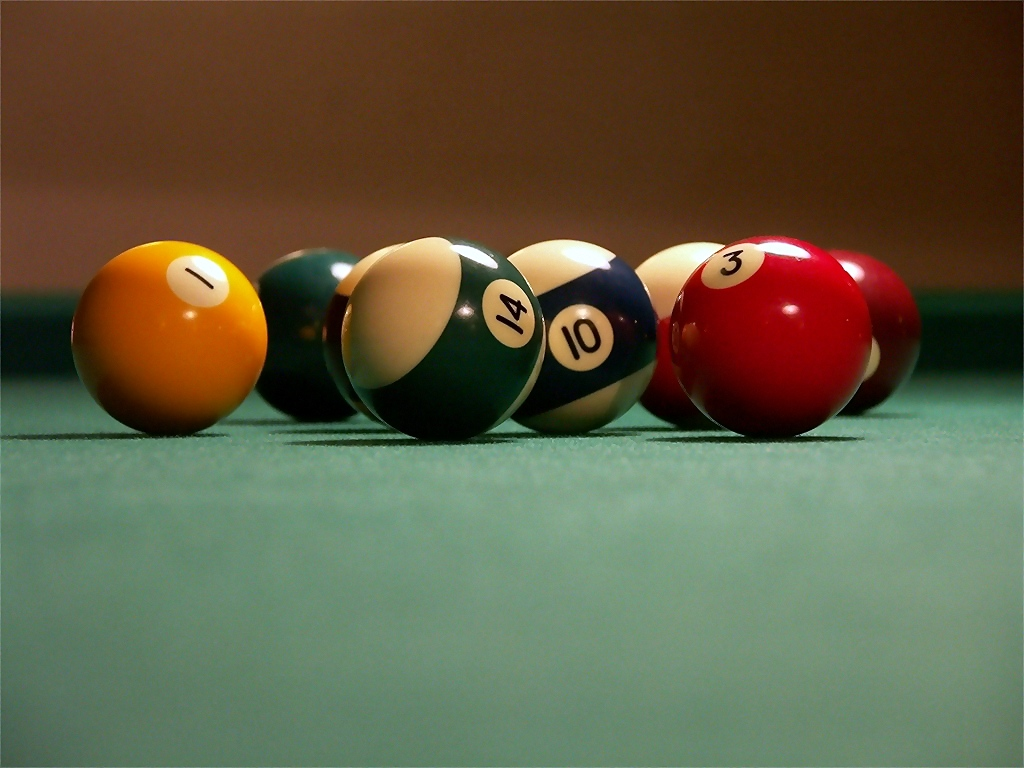
당구공
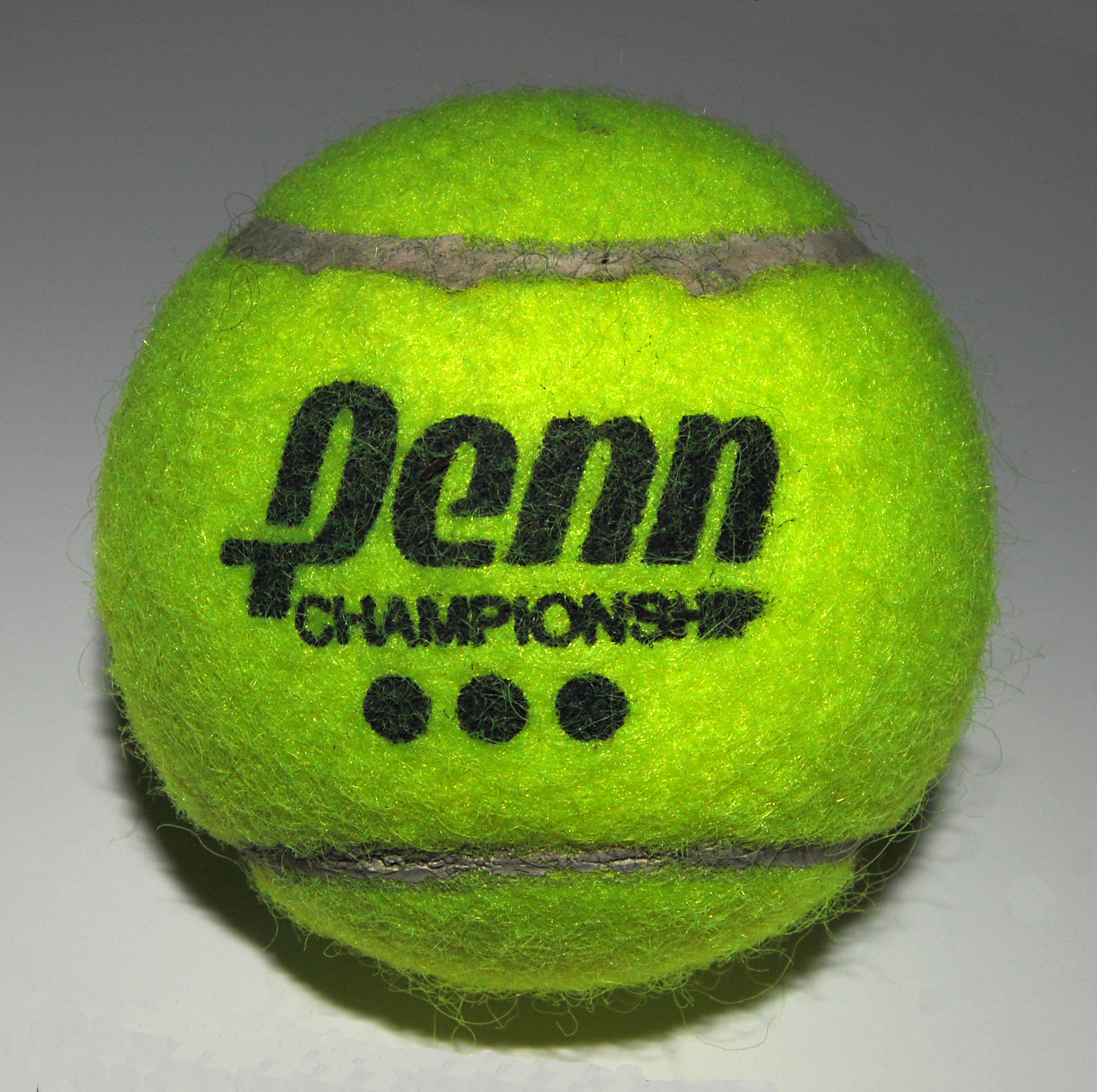
테니스공
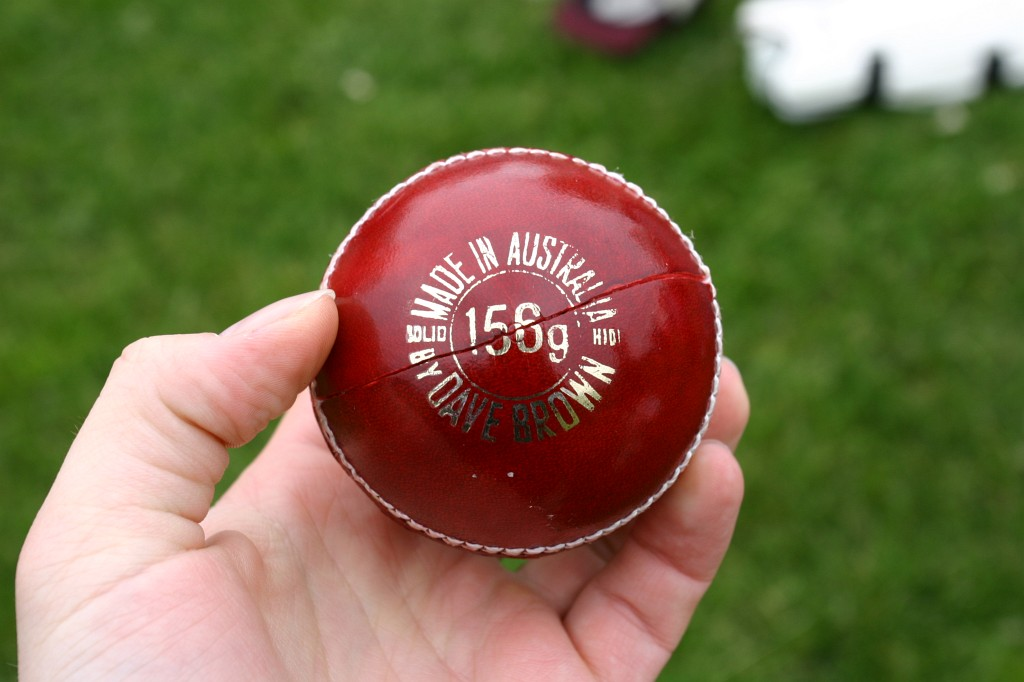
크리켓공
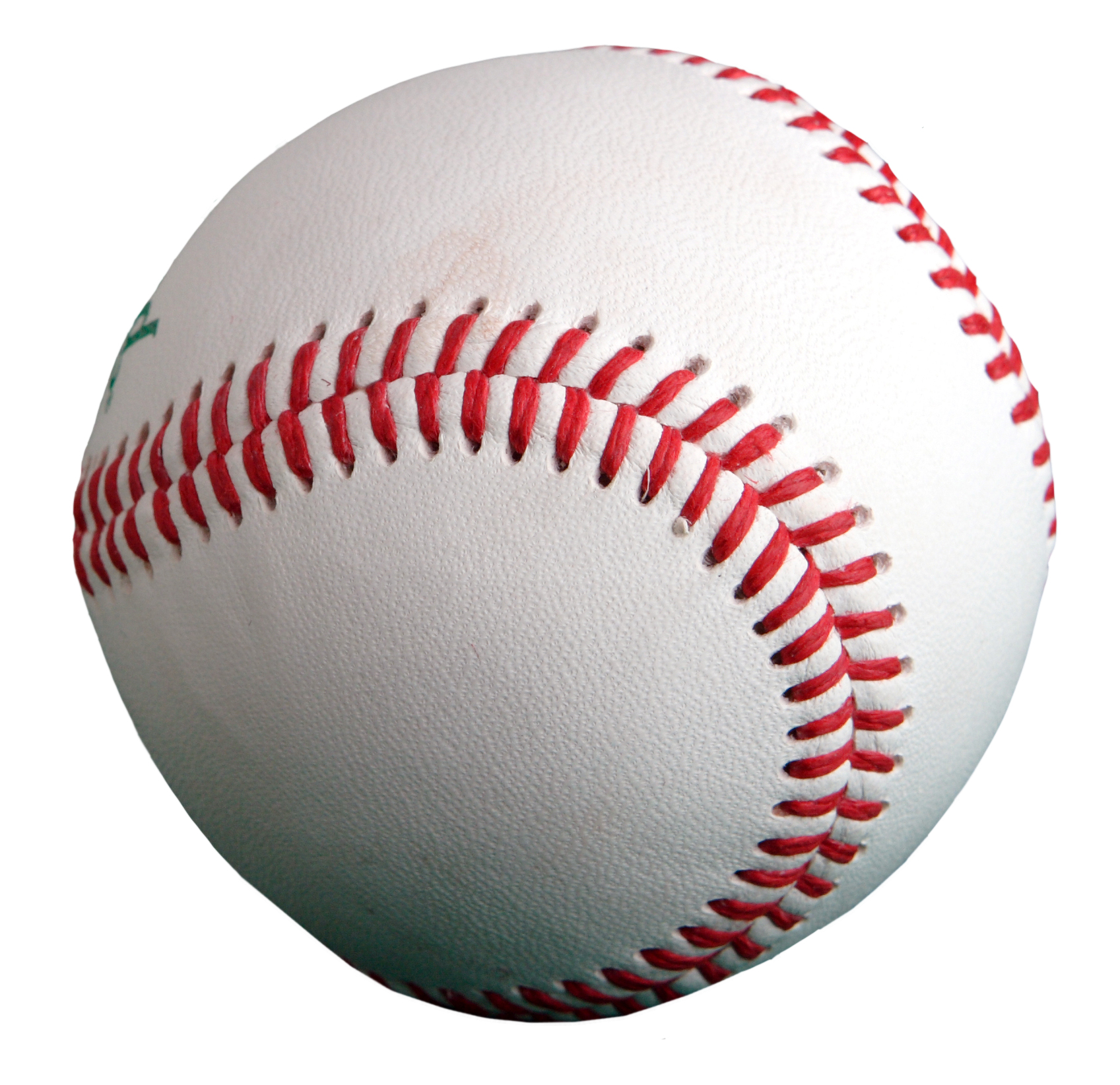
야구공
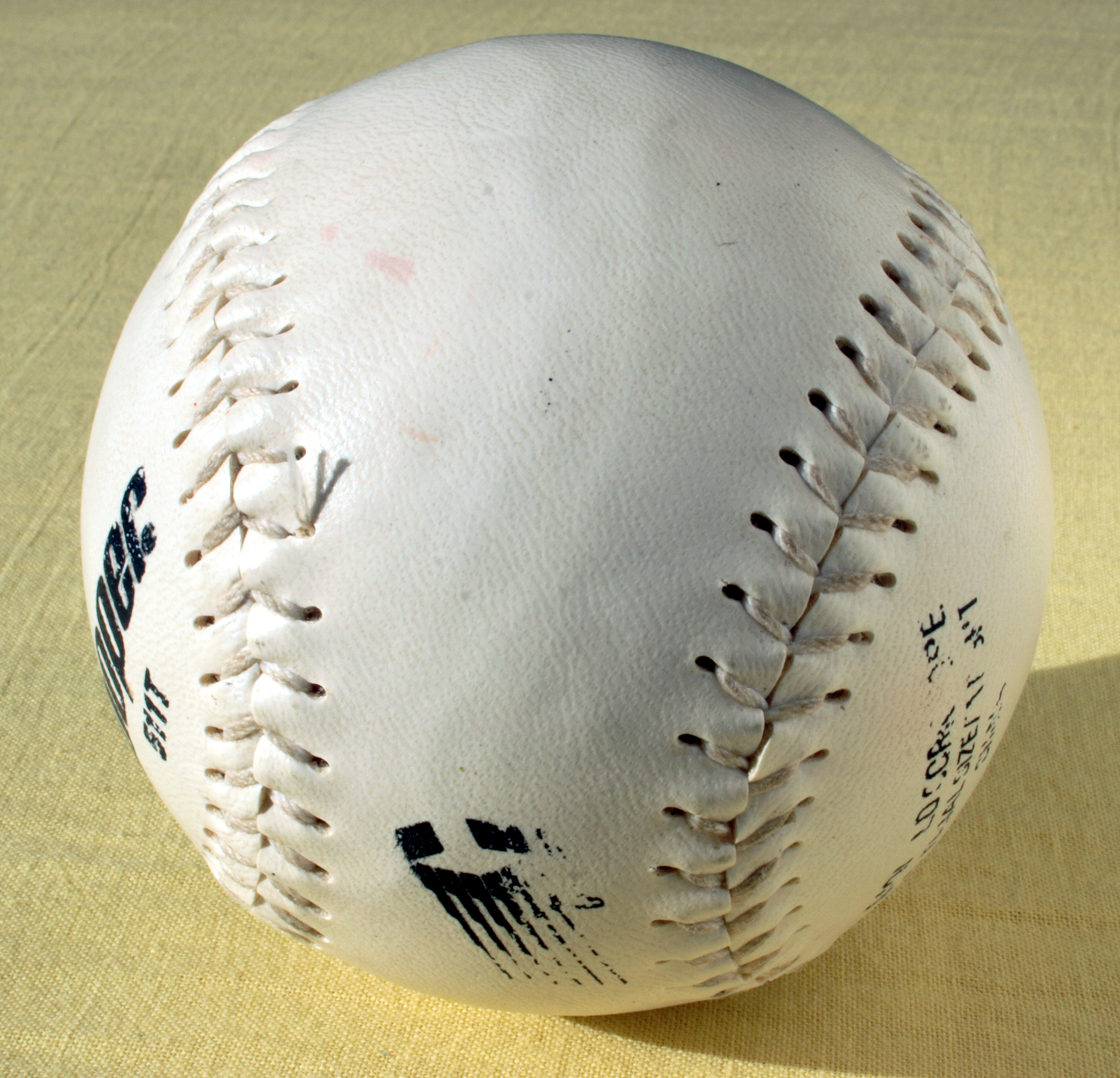
소프트볼
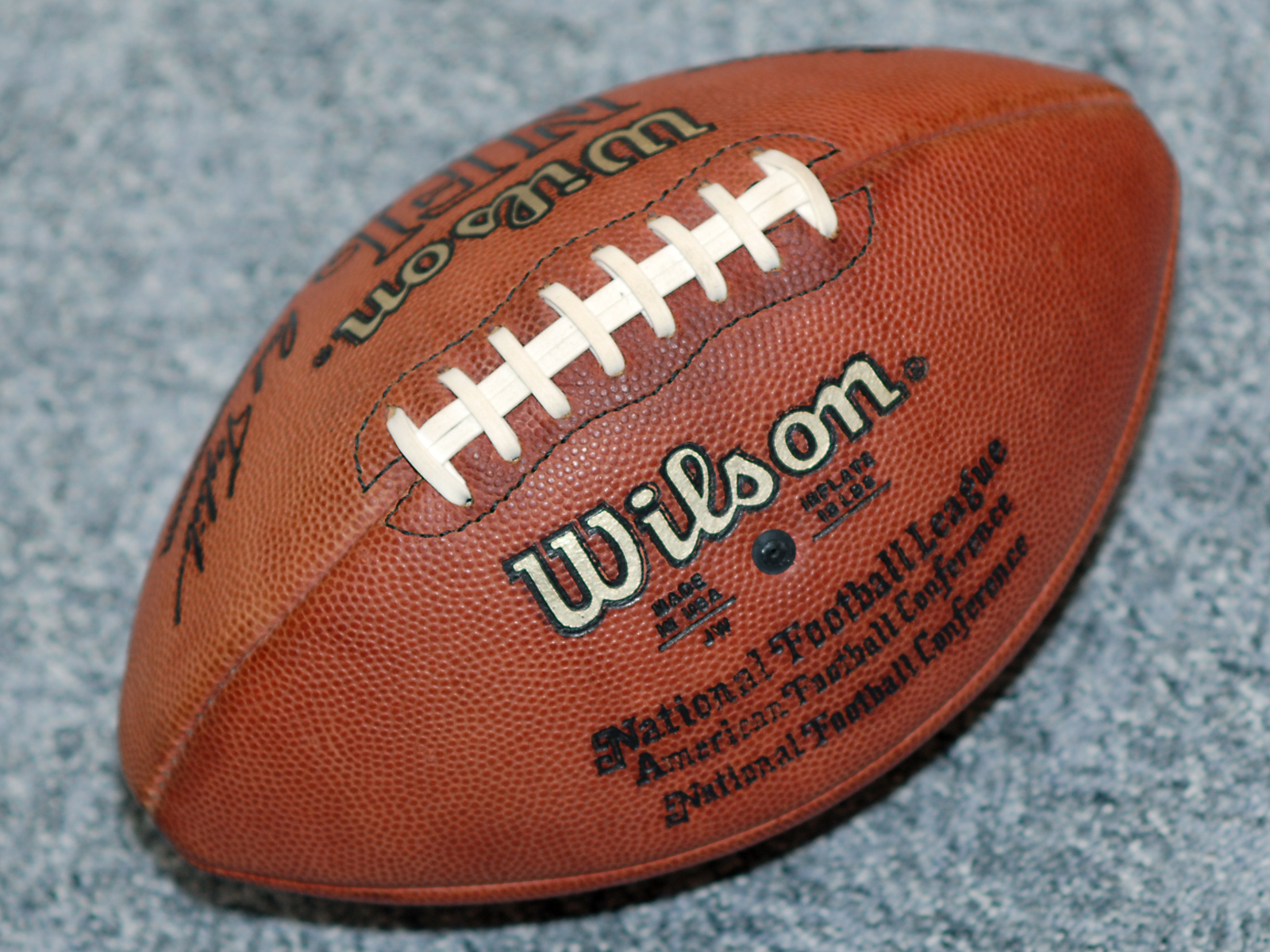
미식축구공
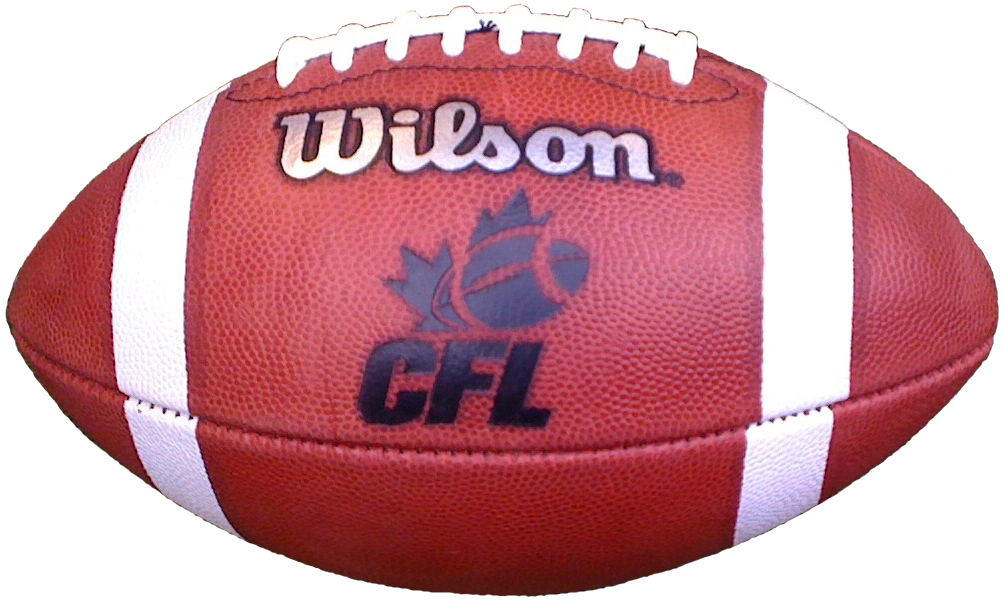
캐나디안 풋볼
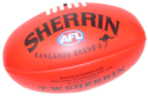
호주식 풋볼
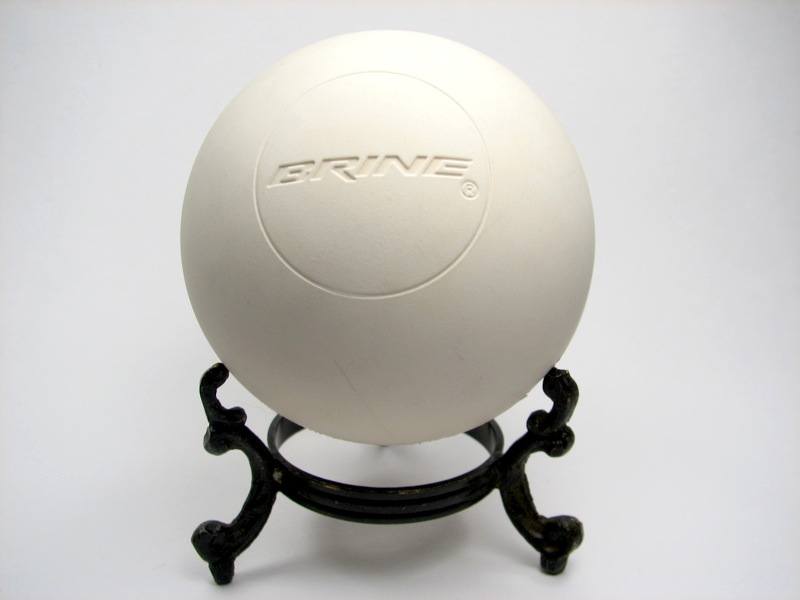
라크로스공
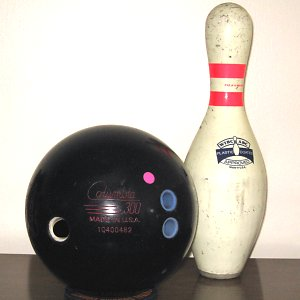
볼링공과 핀
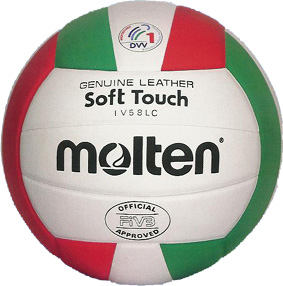
배구공
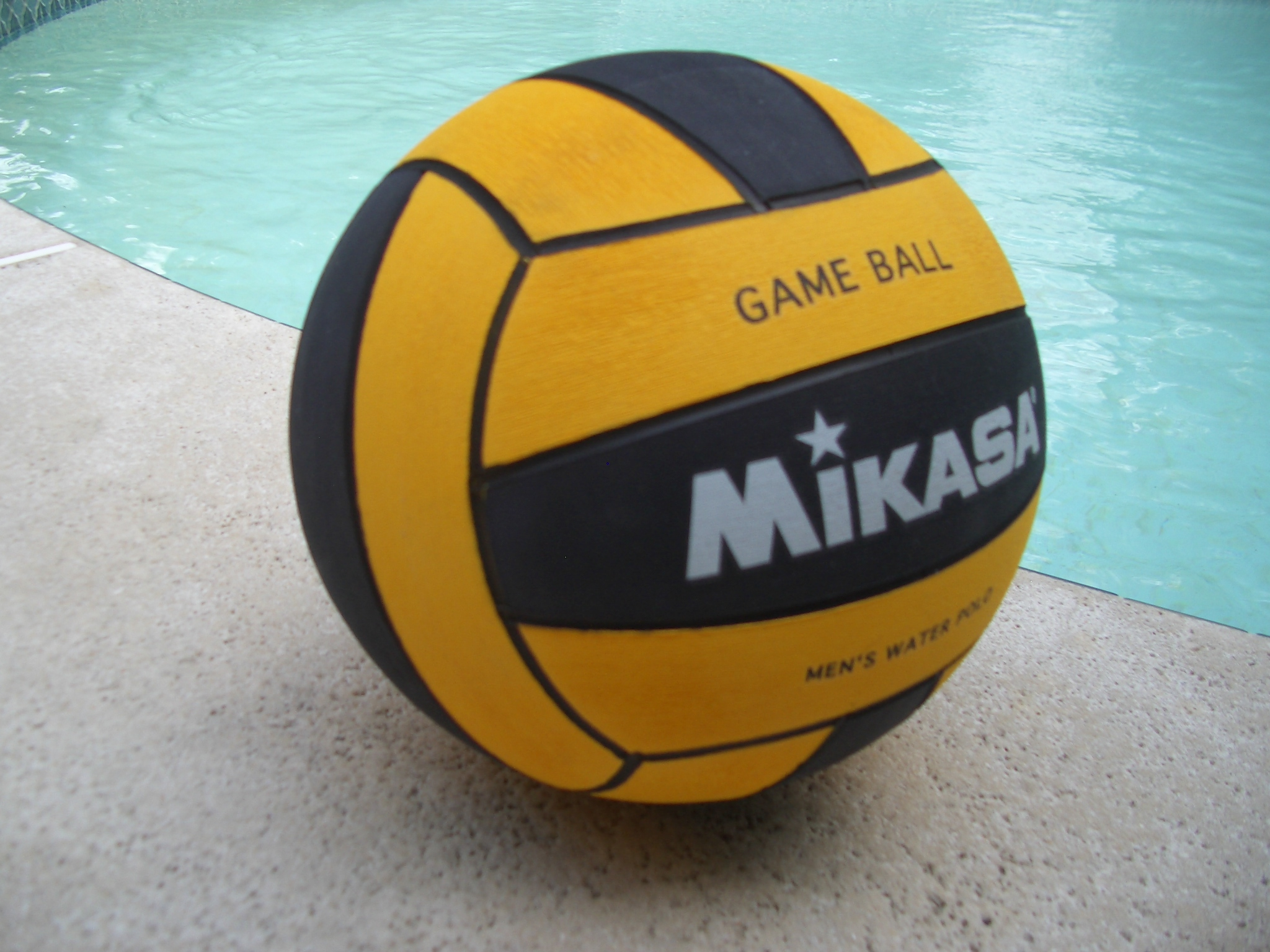
수구공
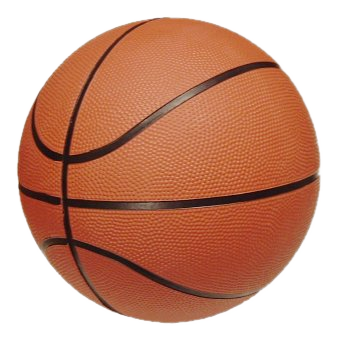
농구공
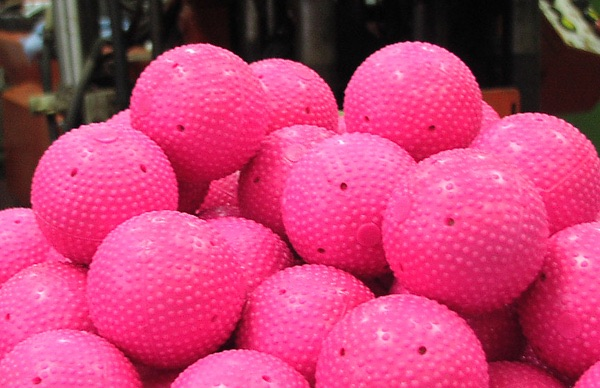
밴디공
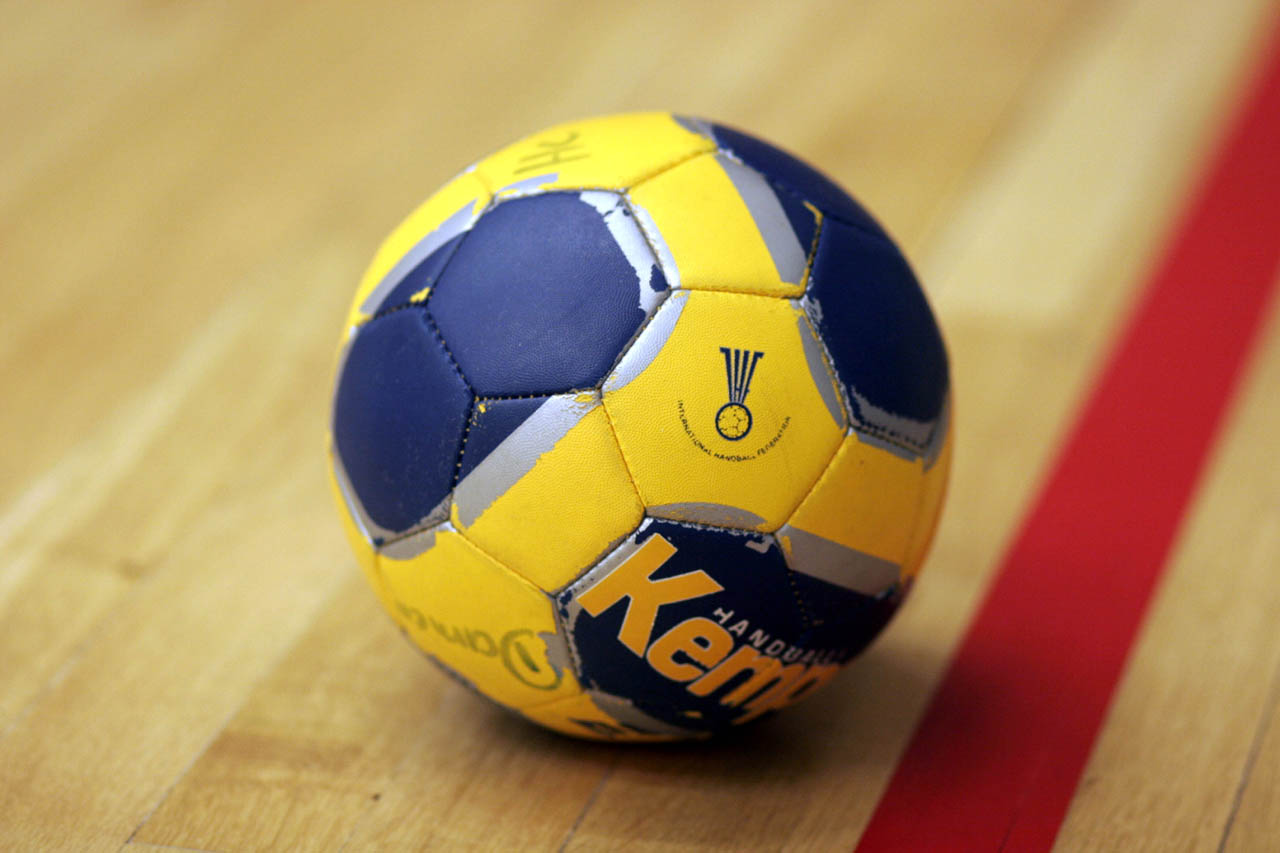
핸드볼공
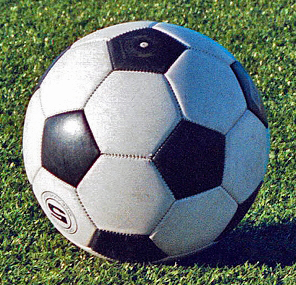
축구공
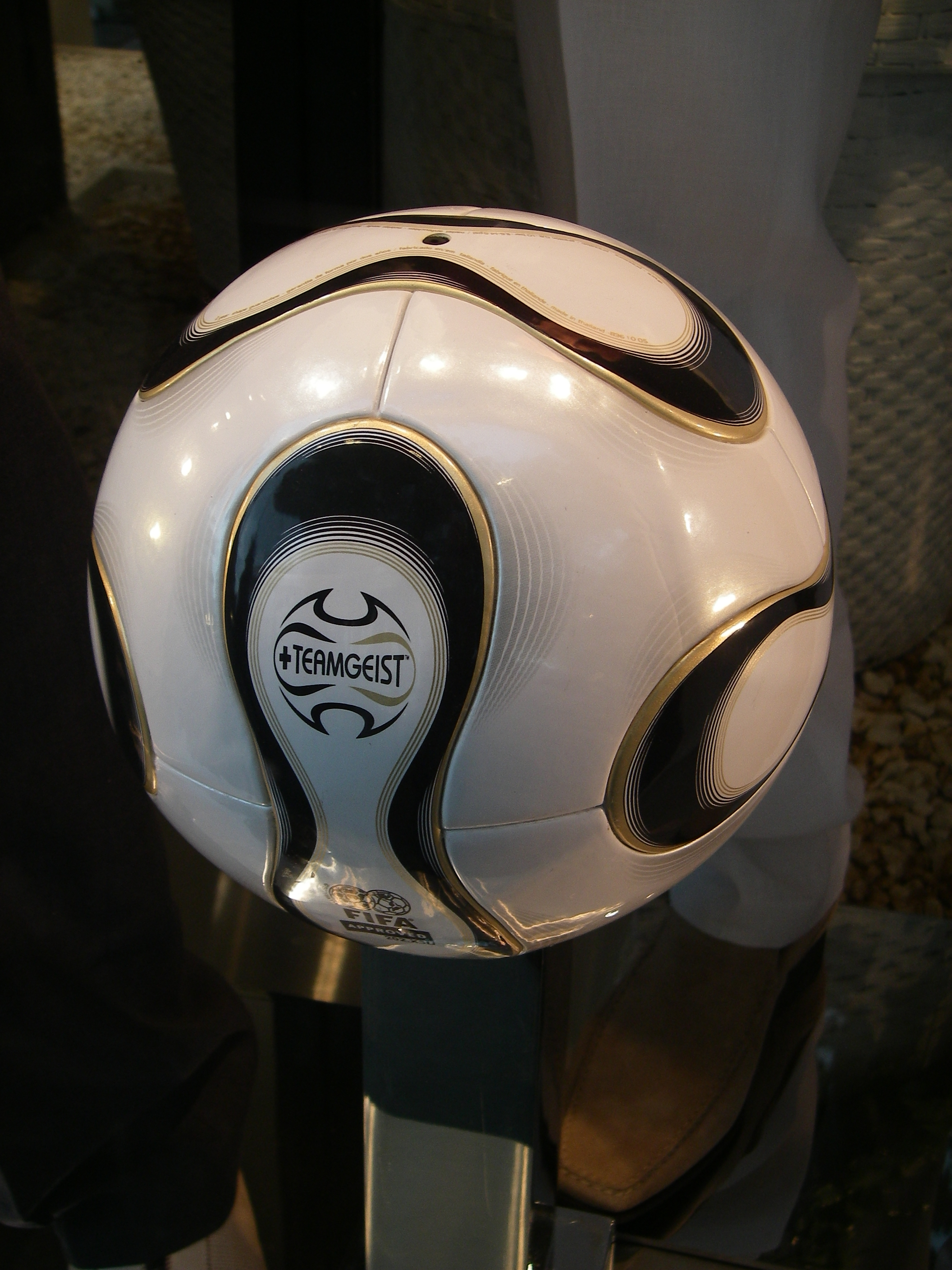
2006년 피파 월드컵 공인 축구공
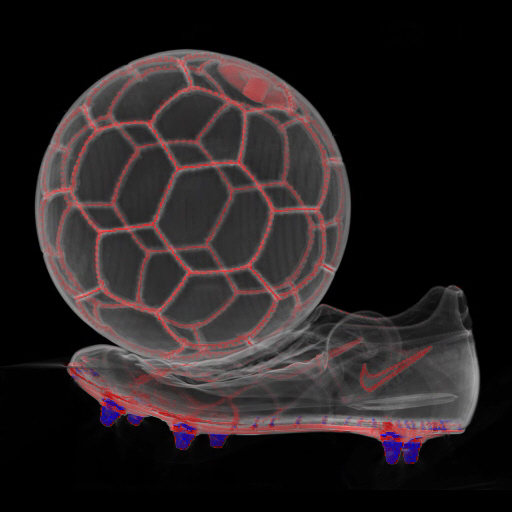
축구공의 컴퓨터 단층 촬영 사진 (동영상)

## 같이 보기
- 공 (기하학)
- 퍽 (하키)
- 발야구
- 셔틀콕
- 소프트볼